# Filt (material)

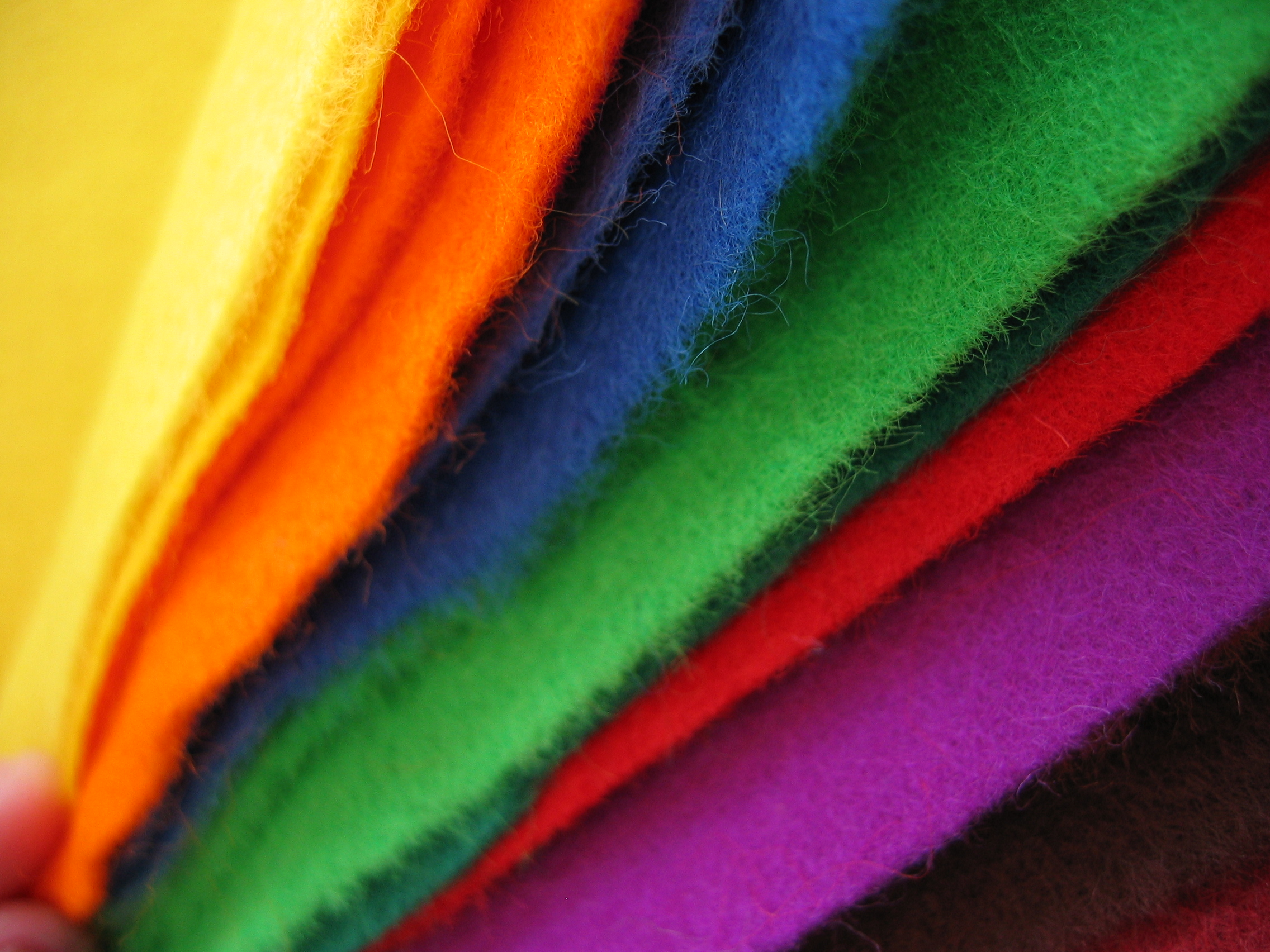
Några filtar i olika färger.

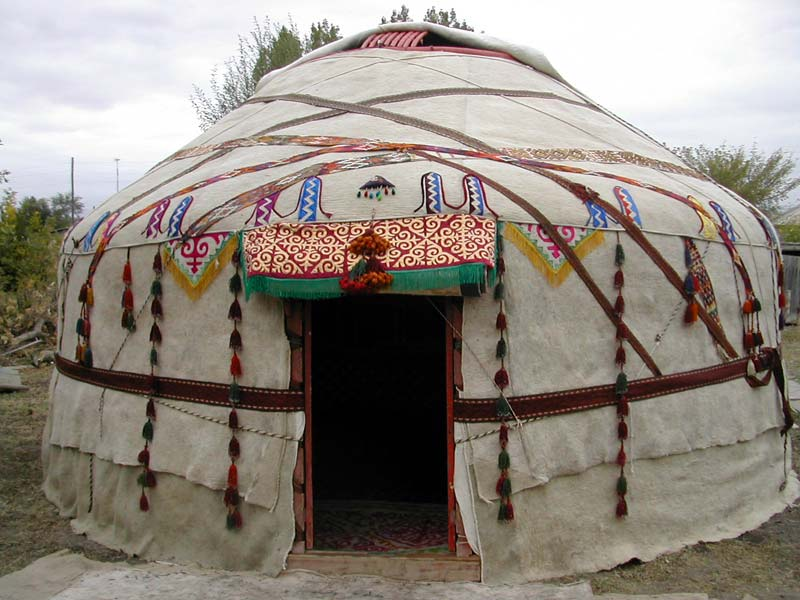
En kazakisk jurta av filt.

Filt är ett textilmaterial som framställs genom filtning (mekanisk bearbetning i värme och fukt) av djurhår, mestadels ull.

## Varianter
Loden är ett grön- eller gråmelerat, valkat (stampat) och impregnerat ylletyg för ytterbeklädnad. Mycket vanligt i Bayern och Österrike.